# FTAA
Strefa Wolnego Handlu Obu Ameryk (ang. Free Trade Area of the Americas, FTAA; hiszp. Área de Libre Comercio de las Américas, ALCA; port. Área de Livre Comércio das Américas, ALCA; fr. Zone de libre-échange des Amériques, ZLEA) – porozumienie między państwami półkuli zachodniej (z wyjątkiem Kuby) o zniesieniu lub redukcji barier celnych. Wzorem dla FTAA był zawarty w 1992 Północnoamerykański Układ o Wolnym Handlu (NAFTA). 
Strefa Wolnego Handlu Obu Ameryk miała rozpocząć swoją działalność do końca 2005 roku, jednak w związku z silną opozycją kilku krajów południowoamerykańskich oraz części konserwatywnych kręgów w Stanach Zjednoczonych nie doszło do tego. Aktualnie wciąż trwają negocjacje w tej sprawie, choć niektóre elementy umowy są stopniowo wprowadzane. Jeżeli przedsięwzięcie dojdzie do skutku, będzie to największy obszar wolnego handlu na świecie. Obejmie 34 państwa zamieszkane przez 800 mln ludzi o łącznym produkcie gospodarczym powyżej 13 bilionów dolarów.
Pomysł utworzenia strefy powstał w 1988 roku, sprecyzowany został 6 lat później na szczycie państw obu Ameryk w Miami na Florydzie. Głównym pomysłodawcą strefy był amerykański prezydent Bill Clinton. Idea FTAA miała nawiązywać do Inicjatywy dla Ameryk George’a Busha z 1990.
Negocjacje w sprawie powołania strefy skupiały się w ośmiu grupach, z których każda zajmowała się odmiennym problemem, od kwestii rolnictwa poprzez ochronę własności intelektualnej, do problemów małych państw.